# کازوماسا تسوجیموتو
کازوماسا تسوجیموتو (انگلیسی: Kazumasa Tsujimoto؛ زادهٔ ۶ ژانویهٔ ۱۹۷۵) بوکسور اهل ژاپن بود.